# Anders Johan von Höpken
Anders Johan von Höpken foi um político sueco , do séc. XVIII.

Nasceu em 1712 , em Estocolmo , e morreu em 1789, também em Estocolmo . 

Foi Chanceler do Reino (cargo equivalente ao de atual Primeiro-Ministro) entre 1752 e 1761.

Foi um dos fundadores da Academia Real das Ciências da Suécia.

Foi um dos primeiros membros da Academia Sueca.